# Stefan Nemanja

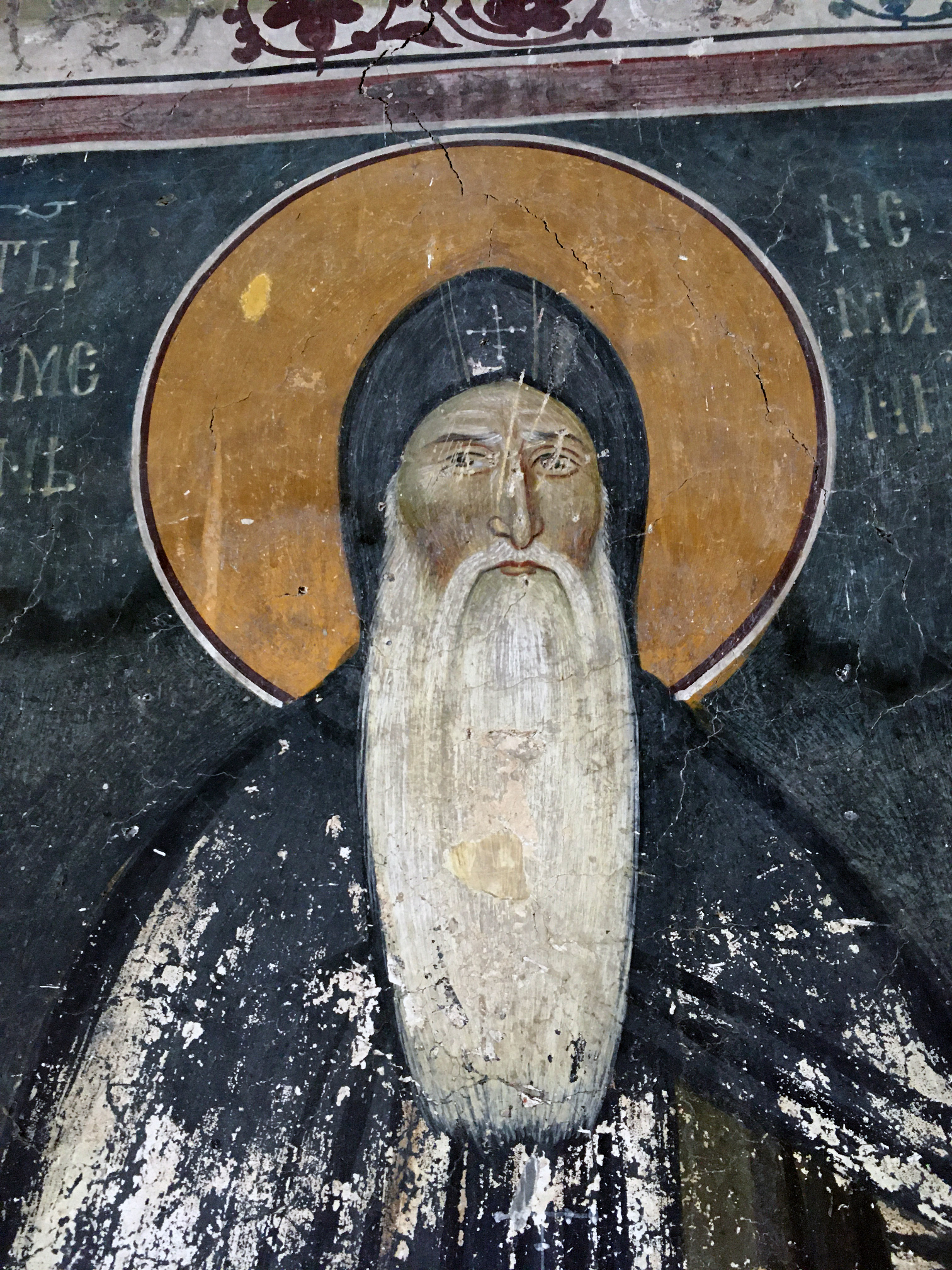
Stefan Nemanja

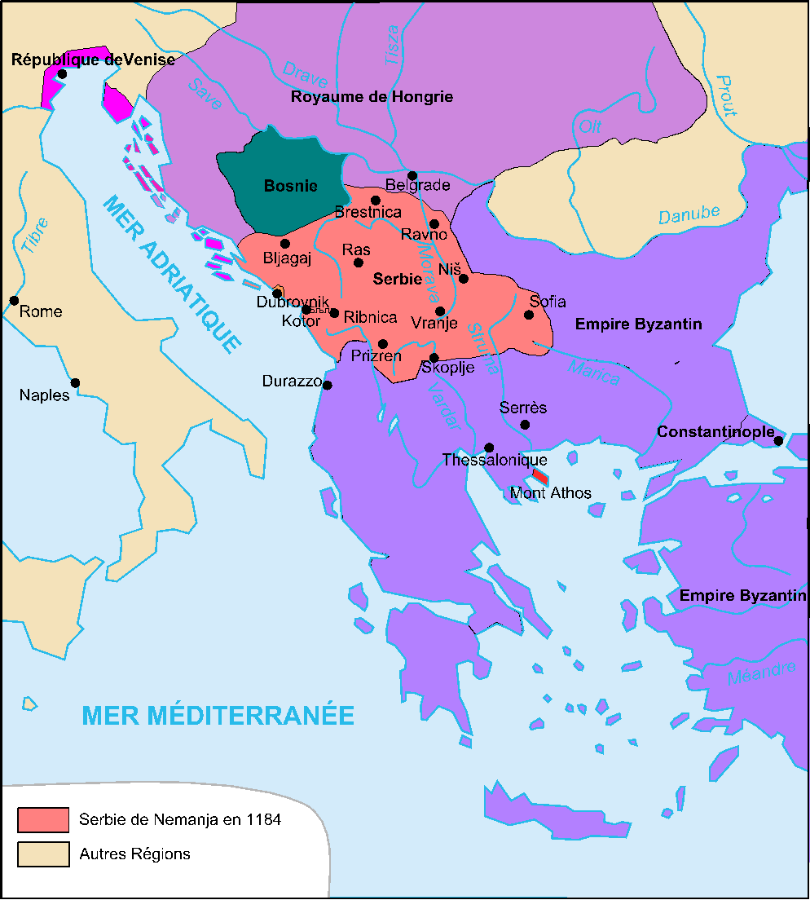
Herrschaftsgebiet von Stefan Nemanja 1184

Stefan Nemanja (* nach 1113 in Duklja, Fürstentum Zeta; † 13. Februar 1200 in Hilandar) war ein serbischer Großžupan. Er war der zweitgeborene Sohn des Zavida und ein Bruder Tihomirs. Er regierte 1167 bis 1196 als serbischer Großžupan über das Fürstentum Raszien, Zeta und die Küstenländer. Stefan Nemanja, ursprünglich nur Nemanja, war der Begründer der Nemanjić-Dynastie bzw. Nemanjiden, der wohl bedeutendsten serbischen Dynastie.

## Leben
Stefan Nemanja, ursprünglich nur Nemanja, war der Begründer der Dynastie der Nemanjić bzw. Nemanjiden. Den Namen Stefan legte er sich als Fürst als Ehrennamen zu und sollte zum Ehrennamen aller Könige aus dem Hause der Nemanjiden werden. Ungewiss ist, ob Nemanja sein Geburtsname war oder ob er sich den Namen ebenfalls zugelegt hat. Einer Überlieferung zufolge habe ihn sein Vater Zavida während dessen Verbannung auf diesen Namen getauft. Andererseits galt Nemanja zeit seines Lebens als sehr fromm, so dass der Gedanke entstand, Nemanja habe sich diesen Namen möglicherweise irgendwann selber gegeben.
Bereits in der Jugend zeigte sich Nemanja ambitioniert und machtbewusst und erregte wegen seines eigenwilligen und eigenmächtigen Verhaltens den Zorn seiner Brüder. Nach dem Sturz seines älteren Bruders Tihomir wurde er zum Großžupan Rasziens. Er hatte mit seiner Frau Ana drei Söhne: Vukan, Stefan und Rastko bzw. Sava von Serbien. Nemanja war als Christ getauft, nach westlichen oder östlichen Ritus. Mit Nemanja begann auch die Tradition der Nemanjiden als Klosterstifter. Die bedeutendste Klosterstiftung Nemanjas war das Kloster Studenica.

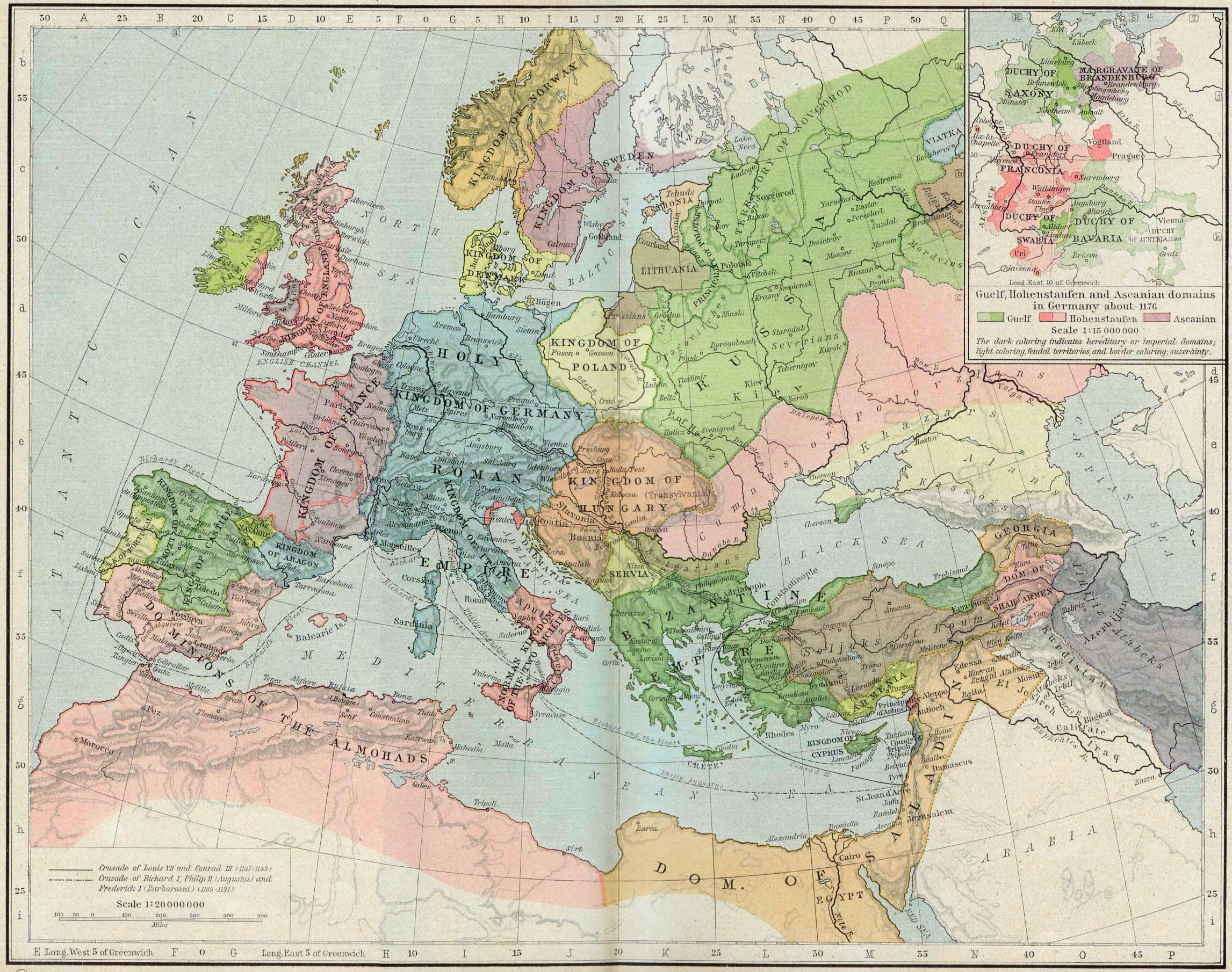
Raszien 1190

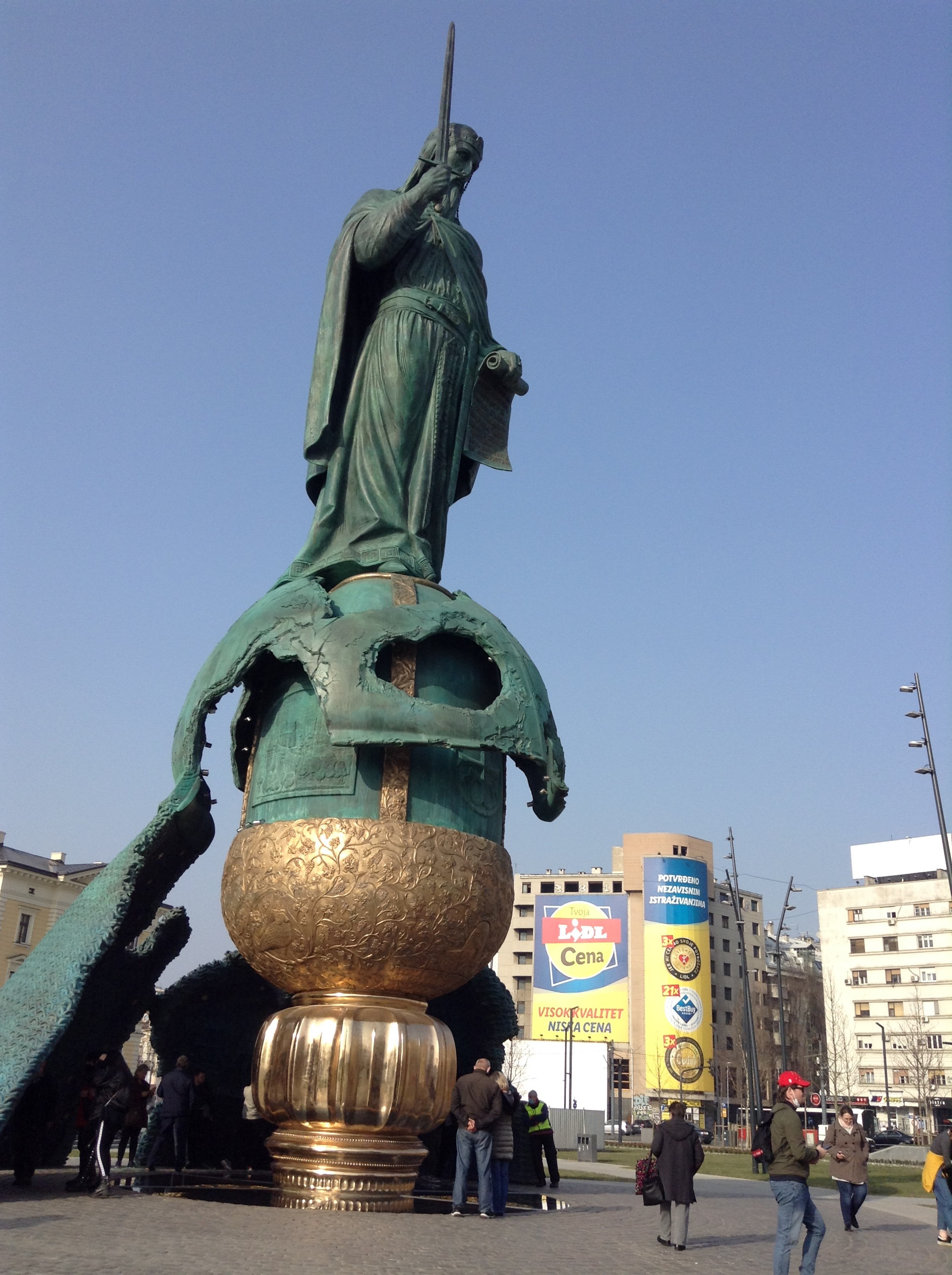
Stefan-Nemanja-Denkmal (A. I. Rukawischnikow, 2021), Savski Venac, Belgrad

Nemanja hielt Byzanz zunächst die Treue, wagte aber von 1183 bis 1190 einen Aufstand und eroberte mit Hilfe Ungarns Ostraszien, Zeta einschließlich der Stadt Shkodra, die Stadt Kotor und die gleichnamige Bucht von Kotor, Teile Bulgariens und Mazedoniens. Nur Dubrovnik konnte seinen Angriffen widerstehen. In Niš traf Nemanja 1189 Kaiser Friedrich Barbarossa, der auf dem Dritten Kreuzzug über Niš entlang der Via Militaris nach Kleinasien zog. Dabei eroberten die Heere Sofia.
Weiter sagte Nemanja Barbarossa volle Unterstützung gegen Byzanz zu und vertiefte so seinen Konflikt mit dem byzantinischen Kaiser Isaak II. Nach dem Friedensschluss zwischen Isaak und Barbarossa am 14. Februar 1190 in Hadrianopolis griff Isaaks Armee die mit Barbarossa verbündeten Serben und Bulgaren an. Nemanja wurde 1190 in der Schlacht an der Morava besiegt, doch bot Isaak milde Friedensbedingungen und duldete weiterhin die serbische Autonomie. Nemanja musste Sofia, Skopje, Prizren und Niš an Byzanz zurückgeben; die Duldung der Autonomie bedeutete de facto die Anerkennung der Unabhängigkeit Serbiens.
Stefan Nemanja zog sich 1197 als Mönch Simeon auf den Berg Athos zurück und ließ dort 1198 bis 1199 mit seinem Sohn Sava das verlassene griechische Kloster Hilandar erneuern, in dem er 1200 starb. Nach seinem Tod wurden die Gebeine in das Kloster Studenica, das er zu Lebzeiten als Ruhestätte ausgewählt hatte, überführt und an der Südmauer bestattet. Die orthodoxe Kirche erklärte ihn zum Heiligen. Stefan Nemanja folgte sein zweitgeborener Sohn Stefan, genannt Nemanjić bzw. der Erstgekrönte.